# Васпуракан (фема)
Фема Васпуракан, Аспарканія, Верхня Мідія або Басорепіда (грец. θέμα Βαασπρακάν) — військово-адміністративна одиниця Візантійської імперії (фема), яка розташовувалась на південному Кавказі (сучасна Туреччина). Назва походить царства Васпуракан. Утворено 1021 року. Припинила існування 1071 року внаслідок захоплення сельджуками.

## Історія
У 1010-х роках царство Васпуракан опинилося затиснутим з боку Візантії та держави Раввадидів, а потім тюркських племен. Імператор Василь II вчиняв постійний тиск на царя Сенекеріма, який зрештою погодився зректися влади, отримавши натомість володіння у фемах Каппадокія і Себастія. Того ж року утворено фему Васпуракан. Для зміцнення становище імперії в новій провінції імператор переселив вояків з родинами з феми Македонія, а також болгар. було утворено особливо намісництво катепат.
З самого початку війська феми вимушені були відбивати напади тюрків. Водночас велася боротьба проти емірів та князів, що були васалами васпураканських царів, але відмовилися визнавати владу Візантії. У 1026 році було підкорено володіння Арджеш. У 1027 році придушено заколот катепана Никифора Комніна, що на деякий час послабило оборону феми. У 1033—1034 роках внаслідок декількох кампаній захоплено важливий емірат Беркрі (Перкрі), але його знову довелося відвойовувати у 1037 році.
З початку 1040-х років фема стала зазнавати поодиноких нападів сельджуків. 1042 року в захисті від нападів сусідніх емірів значну роль відіграли місцеві жителі на чолі з вірменським князем Хачиком. У 1045 році катепан ліхуд зазнав важкої поразки від сельджуків на чолі з Кутулмишем, потрапивши у полон. У 1048—1049 роках стались набіги сельджуків на чолі з Ібрагімом Іналом, які сплюндрували фему. Поразка Інала від візантійців у битві під Капетроном лише на короткий час поліпшила ситуацію.
У 1053 році фема зазнала значного удару, 1054 року втрачено важливі міста-фортеці Беркрі і Арджеш, до середині 1060-х років від феми залишилися тільки турма Рштунік, район міста Вані Арцке. Але за неї точилася боротьба ще 10 років. У 1071 році імператор Романа IV спробував відвоювати ці землі, але в битві біля Манцикерту зазнав нищівної поразки від сельджуцького султана Алп-Арслана. Після цього Васпуракан остаточно було втрачено для Візантії. Останнім захопленим містом восени 1071 року стало Арцке.

## Адміністрація
Існувала навколо озера Ван, межувала на півночі з царством Ані і гаварами Багреванд, Цахкотн, Коговіт (васалами цього царства), на північному заході — з візантійською фемой Іверія, на заході (по озеру Ван) — з емірами Хлата і Балеша, на півдні — з державою Мерванідів, на сході — з Раванндідами. Тут нараховувалося 72 фортеці (найпотужнішими з яких були Севан і Нкан) і 10 міст (Севан, Холц, Хізан, Кецан, Востан, Ван, Беркрі, Арджещ, Арцке, Манакерт).
На чолі стояв катепан (з титул патрикія або протоспафарія), що мав статус вище дуки. Це було обумовлено прикордонним статусом й важливістю феми Васпуракана для захисту кавказьких володінь імперії.

## Катепани
- Василь Аргир (1021—1022)
- Никифор Комнін (1022—1027)
- Феофілакт Далассен(1027—1032)
- Миколай Хрісілій (1032—1033)
- Микита Пігоніт (1033—1034)
- Костянтин Кавасіла (1034)
- Георгій Маніак (1034—1037)
- Стефан Ліхуд (1038—1045)
- Михайло Апокап (1045—1047)
- Аарон Болгарин (1047—1049)
- Григорій Магистр (1049—1054)
- Василь Апокап (1055—1056ѫ)
- Баграт Вхкаці (1059—1065)
- Михайло (1066—1071)